# Francheville (Roine)
Francheville és un municipi francès, situat a la metròpoli de Lió i a la regió de Alvèrnia - Roine-Alps. L'any 2007 tenia 11.708 habitants.

## Demografia

### Població
El 2007 la població de fet de Francheville era d'11.708 persones. Hi havia 4.395 famílies de les quals 1.098 eren unipersonals (394 homes vivint sols i 704 dones vivint soles), 1.266 parelles sense fills, 1.658 parelles amb fills i 373 famílies monoparentals amb fills.
La població ha evolucionat segons el següent gràfic:
Habitants censats

### Habitatges
El 2007 hi havia 4.695 habitatges, 4.476 eren l'habitatge principal de la família, 31 eren segones residències i 188 estaven desocupats. 2.428 eren cases i 2.226 eren apartaments. Dels 4.476 habitatges principals, 3.102 estaven ocupats pels seus propietaris, 1.252 estaven llogats i ocupats pels llogaters i 122 estaven cedits a títol gratuït; 144 tenien una cambra, 305 en tenien dues, 757 en tenien tres, 1.238 en tenien quatre i 2.033 en tenien cinc o més. 3.512 habitatges disposaven pel capbaix d'una plaça de pàrquing. A 2.012 habitatges hi havia un automòbil i a 2.005 n'hi havia dos o més.

### Piràmide de població
La piràmide de població per edats i sexe el 2009 era:
| Homes | Edats   | Dones |
| ----- | ------- | ----- |
| 0     | 95 o +  | 28    |
| 16    | 90 a 94 | 76    |
| 60    | 85 a 89 | 128   |
| 56    | 80 a 84 | 104   |
| 136   | 75 a 79 | 176   |
| 196   | 70 a 74 | 244   |
| 228   | 65 a 69 | 264   |
| 336   | 60 a 64 | 296   |
| 304   | 55 a 59 | 316   |
| 492   | 50 a 54 | 560   |
| 372   | 45 a 49 | 400   |
| 332   | 40 a 44 | 424   |
| 388   | 35 a 39 | 380   |
| 344   | 30 a 34 | 364   |
| 308   | 25 a 29 | 336   |
| 300   | 20 a 24 | 280   |
| 469   | 15 a 19 | 392   |
| 440   | 10 a 14 | 404   |
| 416   | 5 a 9   | 360   |
| 328   | 0 a 4   | 300   |

## Economia
El 2007 la població en edat de treballar era de 7.410 persones, 5.323 eren actives i 2.087 eren inactives. De les 5.323 persones actives 4.917 estaven ocupades (2.503 homes i 2.414 dones) i 405 estaven aturades (200 homes i 205 dones). De les 2.087 persones inactives 664 estaven jubilades, 943 estaven estudiant i 480 estaven classificades com a «altres inactius».

### Ingressos
El 2009 a Francheville hi havia 4.622 unitats fiscals que integraven 11.900 persones, la mediana anual d'ingressos fiscals per persona era de 24.207 €.

### Activitats econòmiques
Dels 483 establiments que hi havia el 2007, 1 era d'una empresa extractiva, 7 d'empreses alimentàries, 1 d'una empresa de fabricació de material elèctric, 1 d'una empresa de fabricació d'elements pel transport, 16 d'empreses de fabricació d'altres productes industrials, 50 d'empreses de construcció, 93 d'empreses de comerç i reparació d'automòbils, 12 d'empreses de transport, 19 d'empreses d'hostatgeria i restauració, 22 d'empreses d'informació i comunicació, 30 d'empreses financeres, 31 d'empreses immobiliàries, 108 d'empreses de serveis, 62 d'entitats de l'administració pública i 30 d'empreses classificades com a «altres activitats de serveis».
Dels 103 establiments de servei als particulars que hi havia el 2009, 1 era una gendarmeria, 2 oficines de correu, 6 oficines bancàries, 1 funerària, 7 tallers de reparació d'automòbils i de material agrícola, 1 autoescola, 5 paletes, 8 guixaires pintors, 9 fusteries, 8 lampisteries, 8 electricistes, 1 empresa de construcció, 10 perruqueries, 1 veterinari, 14 restaurants, 15 agències immobiliàries, 1 tintoreria i 5 salons de bellesa.
Dels 31 establiments comercials que hi havia el 2009, 1 era un hipermercat, 3 botiges de menys de 120 m², 4 fleques, 2 carnisseries, 1 una botiga de congelats, 2 llibreries, 5 botigues de roba, 1 una botiga d'equipament de la llar, 2 botigues d'electrodomèstics, 3 botigues de mobles, 1 una botiga de material esportiu, 2 drogueries, 1 una perfumeria, 1 una joieria i 2 floristeries.
L'any 2000 a Francheville hi havia 8 explotacions agrícoles.

## Equipaments sanitaris i escolars
El 2009 hi havia 1 hospital de tractaments de curta durada, 2 hospitals de tractaments de mitja durada (seguiment i rehabilitació), 1 un hospital de tractaments de llarga durada i 4 farmàcies.
El 2009 hi havia 2 escoles maternals i 4 escoles elementals.
Francheville disposava de 2 centres de formació no universitària superior de formació sanitària.

## Poblacions més properes
El següent diagrama mostra les poblacions més properes.